# Franko Škugor
Franko Škugor (* 20. September 1987 in Šibenik) ist ein kroatischer Tennisspieler.

## Karriere
Franko Škugor spielt hauptsächlich auf der ATP Challenger Tour und der ITF Future Tour. Er feierte bislang vier Einzel- und vier Doppelsiege auf der Future Tour. Auf der Challenger Tour gewann er zwei Titel im Einzel, im Doppel war er bislang fünf Mal erfolgreich. Da ihn Verletzungen immer wieder zurückgeworfen haben, blieb ein Durchbruch auf der World Tour bislang aus. Sein größter Erfolg im Einzel war das Erreichen des Viertelfinales bei den SkiStar Swedish Open 2010, wo er dem späteren Turniersieger Nicolás Almagro in drei Sätzen 6:4, 4:6, 0:6 unterlag.
2015 spielte er erstmals für die kroatische Davis-Cup-Mannschaft.

## Erfolge
| Legende (Anzahl der Siege)      |
| Grand Slam                      |
| ATP World Tour Finals           |
| ATP World Tour Masters 1000 (1) |
| ATP World Tour 500 (1)          |
| ATP World Tour 250 (4)          |
| ATP Challenger Tour (15)        |

| ATP-Titel nach Belag |
| Hartplatz (1)        |
| Sand (2)             |
| Rasen (1)            |

### Einzel

#### Turniersiege
| Nr. | Datum          | Turnier | Belag | Finalgegner         | Ergebnis      |
| --- | -------------- | ------- | ----- | ------------------- | ------------- |
| 1.  | 8. August 2010 | Peking  | Sand  | Laurent Recouderc   | 3:6, 6:4, 6:3 |
| 2.  | 3. Mai 2015    | Anning  | Sand  | Gavin Van Peperzeel | 7:5, 6:2      |

### Doppel

#### Turniersiege

##### ATP World Tour
| Nr. | Datum              | Turnier          | Belag         | Partner         | Finalgegner                        | Ergebnis           |
| --- | ------------------ | ---------------- | ------------- | --------------- | ---------------------------------- | ------------------ |
| 1.  | 29. April 2018     | Budapest         | Sand          | Dominic Inglot  | Matwé Middelkoop Andrés Molteni    | 6:78, 6:1, [10:8]  |
| 2.  | 16. Juni 2018      | ’s-Hertogenbosch | Rasen         | Dominic Inglot  | Raven Klaasen Michael Venus        | 7:63, 7:5          |
| 3.  | 28. Oktober 2018   | Basel            | Hartplatz (i) | Dominic Inglot  | Alexander Zverev Mischa Zverev     | 6:2, 7:5           |
| 4.  | 14. April 2019     | Marrakesch       | Sand          | Jürgen Melzer   | Matwé Middelkoop Frederik Nielsen  | 6:4, 7:66          |
| 5.  | 21. April 2019     | Monte Carlo      | Sand          | Nikola Mektić   | Robin Haase Wesley Koolhof         | 6:73, 7:63, [11:9] |
| 6.  | 13. September 2020 | Kitzbühel        | Sand          | Austin Krajicek | Marcel Granollers Horacio Zeballos | 7:65, 7:5          |

##### ATP Challenger Tour
| Nr. | Datum            | Turnier          | Belag         | Partner               | Finalgegner                           | Ergebnis          |
| --- | ---------------- | ---------------- | ------------- | --------------------- | ------------------------------------- | ----------------- |
| 1.  | 26. Januar 2013  | Bucaramanga      | Sand          | Marcelo Demoliner     | Sergio Galdós Marco Trungelliti       | 7:68, 6:2         |
| 2.  | 8. Juni 2013     | Arad             | Sand          | Antonio Veić          | Facundo Bagnis Júlio César Campozano  | 7:65, 4:6, [11:9] |
| 3.  | 17. August 2013  | Cordenons        | Sand          | Marin Draganja        | Norbert Gombos Roman Jebavý           | 6:4, 6:4          |
| 4.  | 7. Juni 2014     | Arad (2)         | Sand          | Antonio Veić          | Radu Albot Artem Sitak                | 6:4, 7:63         |
| 5.  | 28. Juni 2014    | Marburg          | Sand          | Jaroslav Pospíšil     | Diego Schwartzman Horacio Zeballos    | 6:4, 6:4          |
| 6.  | 13. August 2016  | Gatineau         | Hartplatz     | Tristan Lamasine      | Jarryd Chaplin John-Patrick Smith     | 6:3, 6:1          |
| 7.  | 2. Oktober 2016  | Orléans          | Hartplatz     | Nikola Mektić         | Ariel Behar Andrej Wassileuski        | 6:2, 7:5          |
| 8.  | 9. April 2017    | Sophia Antipolis | Sand          | Tristan Lamasine      | Uladsimir Ihnazik Jozef Kovalík       | 6:2, 6:2          |
| 9.  | 22. April 2017   | Taipeh           | Teppich (i)   | Marco Chiudinelli     | Sanchai Ratiwatana Sonchat Ratiwatana | 4:6, 6:2, [10:5]  |
| 10. | 7. Mai 2017      | Ostrava          | Sand          | Jeevan Nedunchezhiyan | Rameez Junaid Lukáš Rosol             | 6:3, 6:2          |
| 11. | 25. Februar 2023 | Rovereto         | Hartplatz (i) | Victor Vlad Cornea    | Wladyslaw Manafow Oleh Prychodko      | 6:73, 6:2, [10:4] |
| 12. | 1. April 2023    | Sanremo          | Sand          | Victor Vlad Cornea    | Nikola Čačić Marcelo Demoliner        | 6:2, 6:3          |
| 13. | 22. April 2023   | Oeiras           | Sand          | Victor Vlad Cornea    | Marcelo Demoliner Andrea Vavassori    | 7:62, 7:64        |

#### Finalteilnahmen
| Nr. | Datum         | Turnier | Belag | Partner           | Finalgegner                  | Ergebnis         |
| --- | ------------- | ------- | ----- | ----------------- | ---------------------------- | ---------------- |
| 1.  | 27. Juli 2014 | Umag    | Sand  | Dušan Lajović     | František Čermák Lukáš Rosol | 3:6, 1:6         |
| 2.  | 30. Juli 2017 | Gstaad  | Sand  | Jonathan Eysseric | Oliver Marach Philipp Oswald | 3:6, 6:4, [8:10] |

## Abschneiden bei Grand-Slam-Turnieren

### Einzel
| Turnier         | 2008 | 2009 | 2010 | 2011 | 2012 | 2013 | 2014 | 2015 | 2016 | 2017 | Karriere |
| --------------- | ---- | ---- | ---- | ---- | ---- | ---- | ---- | ---- | ---- | ---- | -------- |
| Australian Open | —    | —    | —    | Q2   | —    | —    | —    | —    | Q1   | Q1   | —        |
| French Open     | —    | —    | —    | Q2   | Q2   | —    | —    | —    | Q1   | —    | —        |
| Wimbledon       | —    | —    | —    | Q1   | Q1   | —    | —    | —    | 1    | —    | 1        |
| US Open         | Q2   | —    | Q2   | —    | Q1   | —    | —    | —    | Q1   | —    | —        |

Zeichenerklärung: S = Turniersieg; F, HF, VF, AF = Einzug ins Finale / Halbfinale / Viertelfinale / Achtelfinale; 1, 2, 3 = Ausscheiden in der 1. / 2. / 3. Hauptrunde; Q1, Q2, Q3 = Ausscheiden in der 1. / 2. / 3. Qualifikationsrunde; nicht ausgetragen

### Doppel
| Turnier         | 2017 | 2018 | 2019 | 2020 | 2021 | 2022 | Karriere |
| --------------- | ---- | ---- | ---- | ---- | ---- | ---- | -------- |
| Australian Open | —    | 2    | 2    | AF   | —    | 1    | AF       |
| French Open     | —    | 1    | 1    | 2    | VF   | 1    | VF       |
| Wimbledon       | HF   | HF   | AF   |      | —    | 1    | HF       |
| US Open         | 1    | AF   | 2    | 1    | —    | 1    | AF       |

### Mixed
| Turnier         | 2018 | 2019 | 2020 | 2021 | 2022 | Karriere |
| --------------- | ---- | ---- | ---- | ---- | ---- | -------- |
| Australian Open | AF   | 1    | —    | —    | —    | AF       |
| French Open     | AF   | AF   |      | —    | —    | AF       |
| Wimbledon       | 1    | VF   |      | —    | —    | VF       |
| US Open         | VF   | AF   |      | —    | VF   | VF       |